# Písečné, Žďár nad Sázavou
Písečné là một làng thuộc huyện Žďár nad Sázavou, vùng Vysočina, Cộng hòa Séc.